# San Mateo-Hayward Bridge

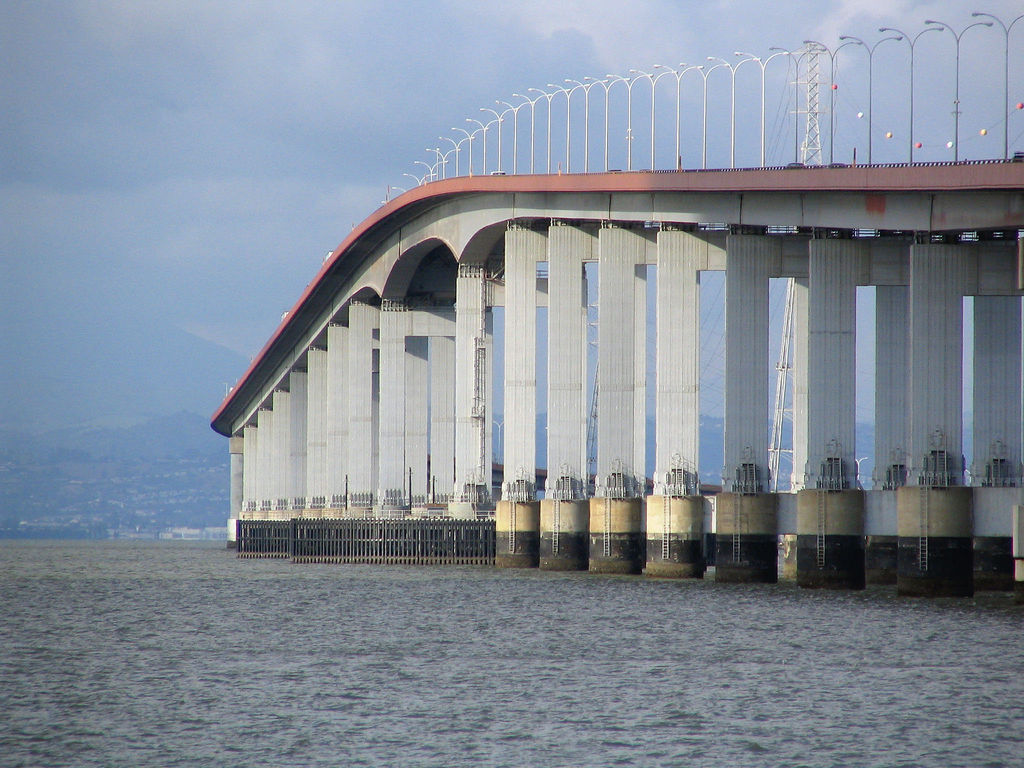
De San Mateo-Hayward Bridge over de Baai van San Francisco.

De San Mateo-Hayward Bridge, meestal San Mateo Bridge genoemd, is een brug over de Baai van San Francisco in de Amerikaanse staat Californië. Ze verbindt het Schiereiland van San Francisco met de East Bay. In het westen komt de brug uit in Foster City, een geplande wijk van San Mateo, en in het oosten in Hayward. Met een lengte van 11,265 kilometer is het de langste brug in de San Francisco Bay Area en een van de langste in de VS. De San Mateo Bridge is het eigendom van de staat Californië en wordt onderhouden door Caltrans.
Ze maakt deel uit van de State Route 92, die in het westen eindigt aan de Stille Oceaankust in het stadje Half Moon Bay. De San Mateo-Hayward Bridge verbindt de Interstate 880 in de East Bay met Route 101 op het schiereiland. De brug loopt min of meer parallel met de Bay Bridge en de Dumbartonbrug en wordt weleens door pendelaars gebruikt om files op die twee bruggen te vermijden. Tot voor kort waren er op de San Mateo Bridge zelf nogal wat verkeersproblemen, maar door het wegdek te verbreden in januari 2003 werd die situatie verbeterd.
Er rijden dagelijks gemiddeld 93.000 voertuigen over de brug. De Bay Area Toll Authority heft tol op auto's die ze westwaarts oversteken. 